# Steinheilia mandibularis
Steinheilia mandibularis är en skalbaggsart som beskrevs av Lane 1973. Steinheilia mandibularis ingår i släktet Steinheilia och familjen långhorningar.
Artens utbredningsområde är Panama. Inga underarter finns listade i Catalogue of Life.